# Władysław Kuczewski
Władysław Witold Kuczewski (ur. 15 kwietnia?/27 kwietnia 1887 w Bobrujsku, zm. 28 lutego 1963 w Polanicy-Zdroju) – metalurg, profesor inżynier, pierwszy rektor Politechniki Śląskiej, p.o. rektora Politechniki Warszawskiej, poseł na Sejm Ustawodawczy.
Od roku 1939 był profesorem Akademii Górniczej w Krakowie. W 1945 pełnił obowiązki rektora Politechniki Warszawskiej. W 1945 przybył do Gliwic, gdzie objął funkcję pierwszego rektora Politechniki Śląskiej. W latach 1952–1954 był rektorem Wyższej Szkoły Inżynierskiej w Katowicach. W latach 1947–1952 poseł na Sejm, wybrany z listy tzw. Bloku Demokratycznego. Komunista. Członek PPR, a następnie PZPR.

## Życiorys
Urodził się w rodzinie Zygmunta, inżyniera kolejowego, i Zofii z Halperinich, nauczycielki muzyki. W 1905 ukończył wileńskie gimnazjum klasyczne zdaniem matury ze złotym medalem. Dzięki stypendium wileńskiej Fundacji Korsaków w latach 1905–1912 studiował na Wydziale Metalurgicznym Państwowego Instytutu Politechnicznego w Petersburgu. W 1911 w czasopiśmie „Żurnał Russkogo Mietałłurgiczeskogo Obszczestwa” zamieścił swoją pierwszą pracę naukową na temat obliczania i projektowania nagrzewnic Cowpera. Podczas wakacji odbył praktyki w Hucie Bankowej w Dąbrowie Górniczej i w Łyświe na Uralu. W 1910 odbył roczny staż w biurze konstrukcyjnym wielkich pieców Noworosyjskiego Towarzystwa Metalurgicznego w
Juzowce (ob. Donieck). Od 1912 do 1913 po uzyskaniu dyplomu pracował w tym biurze jako konstruktor, pod kierunkiem Michaiła K. Kurako, wybitnego wielkopiecownika. W 1913 został zastępcą szefa odlewni żeliwa w fabryce K. Rudzki i Spółka w Warszawie. W latach 1915–1916 po przeniesieniu fabryki do Rosji objął stanowisko inżyniera zmianowego wielkich pieców w Belgijskim Towarzystwie Górniczo-Hutniczym w Jenakijewe w Zagłębiu Donieckim. W 1916 został szefem wielkich pieców, odlewni i warsztatów mechanicznych w Tambowskim Towarzystwie Górniczo-Hutniczym w Lipiecku, gdzie po rewolucji październikowej został przewodniczącym tego towarzystwa, a także członkiem Wydziału Metali Najwyższej Rady Gospodarki Narodowej w Moskwie. W 1921 podjął próbę nielegalnego przekroczenia granicy, został zatrzymany przez patrol wojsk radzieckich, ale po wyjaśnieniach został wypuszczony i przez zamarzniętą Dźwinę przeszedł na stronę polską.
W Polsce W. Kuczewski pracował początkowo jako główny inżynier w skarżyskiej emalierni „Jan Witwicki – Kamienna”, następnie rozpoczął pracę w Ministerstwie Przemysłu i Handlu początkowo jako referent do spraw górnośląskich w Departamencie Górniczo-Hutniczym, a następnie jako radca ministerialny i szef biura badania cen.
W 1927 objął stanowisko wicedyrektora Związku Polskich Hut Żelaznych w Warszawie, a już rok później został kierownikiem wydziału kontroli i kosztów własnych w Spółce Akcyjnej „Huta Pokój” Śląskich Zakładów Górniczo-Hutniczych w Katowicach. W 1929 został starszym inspektorem hut „Pokój” i „Baildon”. W 1934 rozpoczął pracę we Wspólnocie Interesów Górniczo-Hutniczych w Katowicach, gdzie sprawował kontrolę nad wielkimi piecami w hutach „Florian” i „Laura”. Niedługo potem objął stanowiska kierownicze w Generalnej Dyrekcji Hut w Chorzowie-Batorym, najpierw jako kierownik referatu wielkich pieców, a później jako zastępca dyrektora technicznego.
Druga połowa lat 30. to dla W. Kuczewskiego okres rozwoju działalności naukowo-dydaktycznej. W latach 1936–1939 w Wyższym Studium Nauk Społeczno-Gospodarczych w Katowicach piastował stanowisko dziekana Wydziału Przemysłowego, a także prowadził wykłady z technologii żelaza.
Wybuch II wojny światowej przerwał dobrze zapowiadającą się karierę na uczelni. W. Kuczewski został skierowany przez władze Wspólnoty Interesów do Warszawy, a następnie do Lwowa, gdzie utrzymywał się z tłumaczeń prac naukowych profesorów Politechniki Lwowskiej na język rosyjski. 26 czerwca 1940 na skutek odmowy przyjęcia obywatelstwa radzieckiego, W. Kuczewski został deportowany na Syberię do Tomska. Tam zaczął pracować w Kombinacie Przeładunku Drewna, początkowo jako technik, a następnie jako kierownik działu inwestycji. W 1941 Ambasada Polska z ZSRR powierzyła W. Kuczewskiemu stanowisko męża zaufania, do jego zadań należała opieka nad Polakami zamieszkującymi rejony Tomska. Ze stanowiska ustąpił, a na tę decyzję miała wpływ zmiana poglądów politycznych, która ostatecznie doprowadziła do uznania go za zwolennika ustroju socjalistycznego. W 1943 został wybrany na przewodniczącego tomskiego Zarządu Związku Patriotów Polskich w ZSRR. W lipcu 1944 powrócił do kraju. Początkowo pracował jako referent PKWN – Polskiego Komitetu Wyzwolenia Narodowego, a następnie został pełnomocnikiem Resortu Gospodarki Narodowej i Finansów na Małopolskę i Śląsk. W listopadzie 1944 z ramienia ZPP (Związek Patriotów Polskich) otrzymał mandat poselski do Krajowej Rady Narodowej.
Od 10 stycznia do 30 maja 1945 sprawował funkcję p.o. Rektora Politechniki Warszawskiej z tymczasową siedzibą w Lublinie. Odchodząc z Lublina swoje obowiązki przekazał prof. Antoniemu Ponikowskiemu, natomiast sam na polecenie ministra oświaty zajął się organizowaniem Politechniki Śląskiej.
Swoje zajęcia studenci Politechniki Śląskiej mogli rozpocząć już 1 czerwca 1945. Początkowo swoją siedzibę Politechnika Śląska miała w Krakowie, następnie w Gliwicach. Od 1954–1960 kierował Katedrą Metalurgii Żelaza na Politechnice Częstochowskiej. Po przejściu na emeryturę w 1960 nadal prowadził wykłady i był konsultantem Huty im. Bieruta w Częstochowie.
Władysław Kuczewski zmarł na atak serca 28 lutego 1963 w Polanicy-Zdroju. Został pochowany w Alei Zasłużonych na cmentarzu w Częstochowie.

### Rodzina
Trzykrotnie żonaty z:
1. Zofią Anielą Nowicką, miał dwóch synów: Jerzego (zmarł w dzieciństwie) i Zbigniewa (kapitana Armii Krajowej, zginął w 1942 w KL Auschwitz);
2. Anną Dołbiną, miał córkę Zofię (zm. 1933) i syna Zygmunta (1923–1997), profesora Politechniki Śląskiej;
3. Janiną Mikołajewską z domu Klepaczko[2].

## Ordery i odznaczenia
- Order Sztandaru Pracy I klasy (pośmiertnie, 1963)
- Krzyż Komandorski Orderu Odrodzenia Polski (28 września 1954)[3]
- Krzyż Oficerski Orderu Odrodzenia Polski (19 sierpnia 1946)[4]
- Złoty Krzyż Zasługi (18 stycznia 1946)[5]
- Medal 10-lecia Polski Ludowej (19 stycznia 1955)[6]
- Złota Odznaka „Zasłużonemu w Rozwoju Województwa Katowickiego” (1960)
- Odznaka XV-lecia Politechniki Śląskiej (1960)[2]

## Stanowiska
- 1912–1913 konstruktor w biurze konstrukcyjnym wielkich pieców Noworosyjskiego Towarzystwa Metalurgicznego w Juzówce;
- 1913 zastępca szefa odlewni żeliwa w fabryce K. Rudzki i Spółka w Warszawie;
- 1915–1916 inżynier zmianowy wielkich pieców w Belgijskim Towarzystwie Górniczo-Hutniczym w Jenakijewie w Zagłębiu Donieckim;
- 1916 szef wielkich pieców, odlewni i warsztatów mechanicznych w Tambowskim Towarzystwie Górniczo-Hutniczym w Lipiecku;
- Główny inżynier w emalierni „Jan Witwicki – Kamienna”;
- referent do spraw górnośląskich w Departamencie Górniczo-Hutniczym w Ministerstwie Przemysłu i Handlu;
- radca ministerialny i dyrektor biura badania cen w Departamencie Górniczo-Hutniczym;
- 1927 wicedyrektora Związku Polskich Hut Żelaznych w Warszawie;
- 1928 kierownik wydziału kontroli i kosztów własnych w Spółce Akcyjnej „Huta Pokój” Śląskich Zakładów Górniczo-Hutniczych w Katowicach;
- 1929 starszy inspektor hut „Pokój” i „Baildon”;
- 1934 kierownik wielkich pieców w hutach „Florian” i „Laura” we Wspólnocie Interesów Górniczo-Hutniczych w Katowicach;
- kierownik referatu wielkich pieców w Generalnej Dyrekcji Hut w Chorzowie-Batorym;
- 1937 zastępca dyrektora technicznego w Generalnej Dyrekcji Hut w Chorzowie-Batorym;
- 1934–1939 redaktor naczelny czasopisma „Hutnik”;
- 1936–1939 dziekan Wydziału Przemysłowego w Wyższym Studium Nauk Społeczno-Gospodarczych w Katowicach;
- Technik, szef wydziału inwestycji w Kombinacie Przeładunku Drewna w Tomsku (Syberia);
- 1941 mąż zaufania, w kwestii opieki nad Polakami w Tomsku – Syberia;
- 1944 referent do spraw przemysłu ciężkiego Polskiego Komitetu Wyzwolenia Narodowego (PKWN);
- 1944 pełnomocnik Resortu Gospodarki Narodowej i Finansów na Małopolskę i Śląsk;
- 10 stycznia – 30 maja 1945 p.o. rektor Politechniki Warszawskiej z siedzibą w Lublinie;
- 1945–1951 pierwszy rektor Politechniki Śląskiej;
- 1952–1954 rektor Wieczorowej Szkoły Inżynierskiej w Katowicach;
- 1954–1960 kierownik Katedry Metalurgii Żelaza na Politechnice Częstochowskiej;
- 1956 redaktor naczelny „Zeszytów Naukowych Politechniki Warszawskiej”[2].

## Członkostwa
- Przewodniczący zarządu przymusowego Tambowskiego Towarzystwa Górniczo-Hutniczego w Lipiecku;
- Członek Wydziału Metali Najwyższej Rady Gospodarki Narodowej w Moskwie;
- 1924–1929 członek Stowarzyszenia Techników Polskich w Warszawie;
- 1922–1930 członek Stowarzyszenia Polskich Inżynierów Górniczych i Hutniczych;
- 1930–1939 członek i współzałożyciel Stowarzyszenia Hutników Polskich;
- 1934–1939 członek Związku Hutników Niemieckich w Düsseldorfie;
- 1943 przewodniczącego tomskiego Zarządu Związku Patriotów Polskich w ZSRR;
- 1945–1948 prezes Instytutu Śląskiego;
- 1945 współzałożyciel Śląskiego Towarzystwa Przyjaciół Nauk;
- 1946 członek Polskiej Partii Robotniczej;
- Członek Polskiej Zjednoczonej Partii Robotniczej (PZPR);
- 1948 delegat na Zjazd Zjednoczeniowy;
- 1959 delegat na III Zjazd PZPR;
- 1957–1959 członek egzekutywy Komitetu Wojewódzkiego PZPR w Katowicach;
- członek egzekutywy Komitetu Miejskiego PZPR w Częstochowie[2].

## Działalność pozanaukowa
- uczestniczył w wydawaniu czasopisma „Wiadomości Związku Polskich Hut Żelaza”. Z inicjatywy W. Kuczewskiego czasopismo to zmieniło swoją nazwę na „Hutnik”. Od 1934–1939 pełnił funkcję redaktora naczelnego tego pisma.
- 1947–1952 poseł na Sejm Ustawodawczego PRL[2].

## Wybrane publikacje
- Mechanizm procesu wielkopiecowego w koksie Warszawa 1929;
- Teoria różnicowania wsadu wielkopiecowego Warszawa 1930;
- Postępy hutnictwa żelaza na Śląsku za czasów polskich Katowice 1935
- Wstęp do mechanicznej technologii metali Gliwice 1947
- Metalurgia Gliwice 1948
- Metalurgia żelaza t. I-III, Katowice 1951–1952
- Tworzywo metalurgiczne Katowice 1958[2]